# 圣城电视台
圣城电视台（阿拉伯语：‎），为一巴勒斯坦卫星电视，总部位于黎巴嫩贝鲁特，主要租用“尼卫”“阿卫”卫星进行播出。2008年11月11日，该电视台正式开播。该电视台立场偏向巴勒斯坦，被认为是哈马斯的喉舌。
2012年11月18日，在云柱行动中，以色列炮击了圣城电视台在加沙的办公楼，造成3名工作人员受伤。